# イフ・ユー・シーク・エイミー
「イフ・ユー・シーク・エイミー」（原題: If U Seek Amy）は、アメリカ合衆国のポップ歌手ブリトニー・スピアーズによる楽曲でスピアーズの6作目のスタジオ・アルバム『サーカス』からのサード・シングル。この楽曲のシングル化は2009年1月7日にブリトニーの公式サイトにて発表された。この楽曲の製作とプロデュースには、スピアーズのヒット曲「ベイビー・ワン・モア・タイム」や「ウップス!...アイ・ディド・イット・アゲイン」、「ストロンガー」を手がけたマックス・マーティンが関わっている。
また、後述の騒動からラジオ用バージョンの｢イフ・ユー・シー・エイミー｣も存在する。

## 背景
この楽曲のシングル化は、ブリトニーの公式サイトbritneyspears.comにて『サーカス』収録の11曲からファンに「サーカス」に続くシングルを決めるための希望調査を行い、最も票を集めた楽曲をシングルにするという計画により決まった。この楽曲は、全体のうち26%の票を集め、シングルに選出されている。

## 曲名を巡る騒動
この楽曲「イフ・ユー・シーク・エイミー」は、曲のコーラス部分が、「all the boys and all the girls are begging to F-U-C-K me」（男の子も女の子も、みんな私とヤリタイって必死なの）と聴こえる - ダブル・ミーニングが含まれているとして、論争を引き起こした。この件について、オーストラリアの音楽サイト「Undercover.com.au」は、5歳と7歳の子を持つ親の話として、「自分の子どもがF-U-C-K〜と歌いながら家の中を歩き回っているのを見た時、不意打ちを食らったかのように吃驚した。私が誰の歌なのかと子どもに訊ねたらブリトニーの曲だと答えました。私はゾッとしました。」というコメントを掲載した。
一方、『ローリング・ストーン』誌はブリトニーを擁護し、親たちは曲の持つテーマに気付くべきだったと主張した。米国メディアの放送内容を保護者視点から監視する非営利団体全米父母テレビ協議会（PTC）は同様の理由から、単にアルバムに収録されている分には問題はないとしつつも、シングルとなったことから、ケーブルテレビの音楽チャンネルに対しては、この楽曲のミュージック・ビデオを放映するべきではない、ラジオ局に対してはオンエアを行うべきではないと、両メディア対して「放送禁止」の警告を発した。
これらの動きを受けて、ラジオ放送を自粛する動きが出てきたことから、ブリトニーは曲名を "If U See Amy"「イフ・ユー・シー・エイミー」とする、新たなラジオ・エディットを録音した。このヴァージョンはラジオ局向けに Seek からkを取り、更にコーラスの速度をあげている。そのため、このヴァージョンはオリジナルに比べて時間が13秒短くなっている。
表現の自主規制ヴァージョン「イフ・ユー・シー・エイミー」は、まずアメリカ合衆国のラジオ局でリリースされ、2009年5月には、イギリスのラジオ局でも放送が開始される。この変更について、英『ザ・サン』紙電子版は「一部が変更されたことで、歌詞の持つ微妙なニュアンスが変わってしまうのはファンにとっては残念なことだろう」との見解を発表している。これが問題とされなかった国家・地域では、ミュージック・ビデオ、ラジオ・シングル共に「イフ・ユー・シーク・エイミー（If U Seek Amy）」のままで放映、放送されている。

## チャート成績
ニールセン・サウンドスキャンによると、この楽曲のデジタル・ダウンロードは解禁後2週間のみで107,000件に達している。アルバムのリリース週に86位でチャートインし、その後チャートアウトも94位で再チャートイン、2009年3月7日付のBillboard Hot 100チャートにて最高位19位を記録している。

## ミュージック・ビデオ
この楽曲のミュージック・ビデオは、Jake Navaが監督を務めており、ビデオにてブリトニーはセクシーな主婦を演じている。

## 収録曲
プロモ・CDシングル
1. イフ・ユー・シー・エイミー - 3:37
2. イフ・ユー・シーク・エイミー - 3:37
3. イフ・ユー・シーク・エイミー (Instrumental) - 3:30

オーストラリア・CDシングル
1. イフ・ユー・シーク・エイミー - 3:37
2. サーカス (Joe Bermudez Radio Remix) - 3:43

アメリカ合衆国 プロモ・CDシングル
1. イフ・ユー・シー・エイミー (US Radio Edit) - 3:20

オーストラリア・マキシシングル
1. イフ・ユー・シーク・エイミー (Album Version) - 3:37
2. ロック・ボーイ (Alternate Version) - 3:32
3. イフ・ユー・シーク・エイミー (Official Remix) - 4:03

## リリース日一覧
| 国/地域        | リリース日    | レーベル                  | 規格                 |
| -------------- | ------------- | ------------------------- | -------------------- |
| アメリカ合衆国 | 2009年3月10日 | ゾンバ/ジャイヴ・レコード | ラジオ               |
| オーストラリア | 2009年3月16日 | ソニーBMG                 | シングル             |
| イタリア       | 2009年3月16日 | ソニーBMG                 | 音楽配信             |
| イギリス       | 2009年3月16日 | ソニーBMG                 | CDシングル、音楽配信 |

## 同楽曲の使用例
ヒュンダイ・トゥーソンix - 韓国仕様車初期モデルのCM曲。ただし、一部バージョンでは先述のダブルミーニングの部分がカットされている。